# Gemini Man
Gemini Man är en amerikansk action-thrillerfilm från 2019. Den är regisserad av Ang Lee med manus skrivet av David Benioff, Billy Ray och Darren Lemke. Huvudrollerna spelas av Will Smith, Mary Elizabeth Winstead, Clive Owen och Benedict Wong.
Filmen hade premiär i Sverige den 11 oktober 2019, utgiven av Paramount Pictures.

## Handling
Henry Brogan är en skicklig lönnmördare som plötsligt blir förföljd av en mystisk ung man. Mannen kan förutsäga alla Brogans drag, vilket gör det svårt för honom.

## Rollista (i urval)
| - Will Smith – Henry Brogan / Junior - Mary Elizabeth Winstead – Danny Zakarweski - Clive Owen – Clay Verris - Benedict Wong – Baron - Douglas Hodge – Jack Willis - Ralph Brown – Del Patterson - Linda Emond – Janet Lassiter | - Ilia Volok – Yuri Kovacs - E.J. Bonilla – Marino - Theodora Miranne – Jacks flickvän - Diego Adonye – Henrys pappa - Lilla Banak – Henrys mamma - Igor Szasz – Valery Dormov |